# Republika Srednja Litva
Republika Srednja Litva (poljsko Republika Litwy Środkowej, litovsko Vidurio Lietuvos Respublika), splošno znana kot Srednja Litva (poljsko Litwa Środkowa, litovsko Vidurinė Lietuva, belorusko Сярэдняя Літва, romanizirano Sjarednjaja Litva), je bila nepriznana kratkotrajna marionetna država Poljske, ki je obstajala od leta 1920 do 1922. Ustanovljena je bila 12. oktobra 1920 po uspešnem uporu Żeligowskega, s katerim je 1. prostovoljna litovsko-beloruska divizija pod poveljstvom generala Lucjana Żeligowskega zavzela Vilensko regijo, ki jo je zase zahtevala Litva.
Srednja Litva je bila 18. aprila 1922 priključena k Poljski. Vilna, zgodovinska prestolnica Litve, je imela taktat približno polovico poljsko govorečega prebivalstva z le 2–3 % litovsko govorečo manjšino. Druga polovica je govorija jidiš. Poljske oblasti so se zato odločile, da mora regija pripasti novoustanovljeni poljski državi, in to idejo poskušale uresničiti z vojaško silo. Pri tem so ignorirale Curzonovo linijo in izkoristile dejstvo, da so zmagoviti Poljaki po bitki za Varšavo v poljsko-sovjetski vojni prodrli daleč na vzhod na ozemlje današnje Belorusije. Poljaki so trdili, da so upravičeno zavzeli čim več narodno mešanih območij, da bi s tem zaščitili katoliško, pretežno poljsko govoreče prebivalstvo, na spornih območjih. Ker je bila Litva vojaško popolnoma premagana, ni imela možnosti ohraniti oblasti nad regijo. To je privedlo do obnovitve poljsko-litovske vojne, katere del je bil tako imenovani upor Żeligowskega. Slednjega je v tajnosti ukazal maršal Józef Piłsudski in ga podprl z redno poljsko vojsko in se hkrati sprenevedal, da so upor brez njegove vednosti  organizirali neposlušni poljski častniki. Po uporu Żeligowskega je bila ustanovljena tako imenovana Republika Srednja Litva.
Republika je imela značilnosti diktature in bila navzven imitacija suverene države. Zatirala je litovske organizacije in izobraževanje v litovskem jeziku ter cenzurirala in začasno ukinila litovske publikacije. Po vrsti zamud in zavlačevanju so 8. januarja 1922 potekale sporne volitve, na katerih se je sklenilo, da se republika priključi k Poljski. Nekaj let kasneje je poljski voditelj Józef Piłsudski priznal, da je osebno ukazal Żeligowskemu, naj izvede upor. 
Poljsko-litovsko mejo v obdobju med vojnama sta priznali Antanta in Društvo narodov.  Republika Litva s sedežem v Kaunasu republike ni priznala do poljskega ultimata iz marca 1938, ko je morala priznati status quo tako imenovane demarkacijske črte. Kasnejša izdaja litovske ustave iz maja 1938 je Vilno ponovno imenovala za glavno mesto Litve. Leta 1931 je Mednarodno sodišče v Haagu izjavilo, da je bil poljski zaseg regije kršitev mednarodnega prava, vendar brez kakršnih koli političnih posledic.

## Zgodovina
Po delitvah Poljske je večino dežel, ki so tvorile Veliko litovsko kneževino, priključilo Rusko carstvo. Carska vlada je vedno bolj intenzivno vodila politiko rusifikacije pridobljenih dežel, ki se je po spodleteli januarski vstaji leta 1864 še stopnjevala. Diskriminacija lokalnega prebivalstva je vključevala omejitve ali popolne prepovedi rabe poljščine, litovščine, beloruščine in ukrajinščine. Ti ukrepi so imeli omejen učinek na prizadevanja za polonizacijo, ki jo je izvajalo poljsko domoljubno vodstvo Vilenskega okrožja.  Podobna prizadevanja so se izvajala med litovskim narodnim preporodom v 19. stoletju, ki se je skušal distancirati od poljskega in ruskega vpliva.
Etnična sestava tega območja je bila vedno sporna, saj popisi prebivalstva iz tistega časa in kraja pogosto veljajo za nezanesljive. Po prvem popisu prebivalstva Ruskega imperija leta 1897, za katerega je znano, da je bil namerno ponarejen, je imela Vilenska gubernija naslednjo narodnostno sestavo: Belorusi 56,1 %, Litovci 17,6 %, Judje 12,7 %, Poljaki 8,2 %, Rusi 4,9 %, Nemci 0,2 %, Ukrajinci 0 % 0,1 %, Tatari 0,1 % in 'ostali' 0,1 %.
Nemški popisi prebivalstva iz leta 1915, 1916 in 1917 v Vilenski regiji, objavljeni leta 1919, so prikazovali osupljivo drugačne številke. Leta 1917 je bilo v Vilni Poljakov 53,65 %, Judov 41,45 %, Litovcev 2,1 %, Belorusov 0,44 %, Rusov 1,59 %, Nemcev 0,63 % in 'ostalih' 0,14 %. Po popisu leta 1916 so Poljaki predstavljali 89,8 % prebivalcev Vilenske regije (brez Vilne), Litovci pa le 4,3 %. 
Popisi so bili vprašljivi zaradi kategorizacije popisanih, saj so se etnografi v 90. letih 19. stoletja pogosto srečevali z osebami, ki so se opisovale kot Litovci in kot Poljaki. Po besedah nemškega analitika popisa prebivalstva je "največje težave povzročalo objektivno določanje narodnostnih pogojev".

## Dogajanja po prvi svetovni vojni
Po prvi svetovni vojni sta Poljska in Litva ponovno pridobili neodvisnost. Kmalu zatem sta se sprli, saj sta obe zahtevali Vilensko regijo. 
Demografsko gledano so glavnino prebivalstva v Vilni tvorili Poljaki in Judje. Litovcev je bilo po ruskem popisu leta 1897 in nemškem popisu leta 1916 komaj 2,0 %–2,6 %. Litovci so bili  kljub temu prepričani, da imajo njihove zgodovinske zahteve po Vilni kot nekdanji prestolnici Velike kneževine Litve prednost in niso hoteli priznati nobenih poljskih zahtev do mesta in okolice.
Medtem ko je Poljska pod vodstvom Józefa Piłsudskega poskušala na tem območju ustvariti Medmorsko federacijo pod vodstvom Poljske, ki bi vključevala številna etnično nepoljska ozemlja (poljsko Międzymorze), si je Litva prizadevala ustvariti popolnoma neodvisno državo, ki bi vključevala Vilensko regijo. Dva popisa prebivalstva v začetku 20. stoletja sta pokazala, da so litovsko govoreči prebivalci, katerih jezik je v drugi polovici 19. stoletja zatirala ruska politika in so imeli neugoden položaj v katoliški cerkvi, postali manjšina v regiji. Na podlagi tega so litovske oblasti trdile, da so večino tam živečega prebivalstva, četudi takrat niso govorili litovsko, tvorili polonizirani ali rusificirani Litovci.
Situacijo je dodatno zapletlo to, da sta v Poljski obstajali dve frakciji s precej različnimi pogledi na moderno poljsko državo. Ena od njiju, ki jo je vodil Roman Dmowski, je sodobno Poljsko videla kot državo Poljakov, druga, ki jo je vodil Józef Piłsudski, pa je želela obnoviti poljsko-litovsko državo. Obe strani sta bili odločeni, da Poljake iz Vilne vzameta v novo državo. Piłsudski je poskušal ponovno zgraditi Veliko litovsko kneževino kot del Medmorske federacije (poljsko Międzymorze).  Litva bi imela tri kantone: 
- litovsko govorečo Kaunaško Litvo,
- poljsko govorečo Vilensko ali Srednnjo Litvo in
- belorusko govorečo Minško Litvo.

Načrt Piłsudskega ni uspel, ker sta mu nasprotovali tako litovska vlada kot frakcija Dmowskega na Poljskem. Stanisław Grabski, predstavnik frakcije Dmowskega na pogajanjih s Sovjetsko zvezo v Rigi, je zavrnil ponudbo Sovjetov, da Poljski prepusti nekaj ozemlja za Minški kanton, ker je dajal prednost sicer manjši Poljski, vendar z najvišjim mogočim deležem etničnih Poljakov. Vključitev ozemelj s poljsko manjšino bi oslabila podporo Dmowskemu.

### Poljsko-litovska vojna
Ob koncu prve svetovne vojne je bilo območje nekdanje Velike kneževine Litve razdeljeno med Drugo poljsko republiko, kratkotrajno in nepriznano Belorusko ljudsko republiko in Republiko Litvo. Po začetku poljsko-sovjetske vojne se je v naslednjih dveh letih oblast nad Vilno in okolico pogosto spreminjala. Leta 1919 je ozemlje za kratek čas zasedla Rdeča armada, ki je premagala lokalne domobranske enote. Kmalu zatem je Sovjete od tam pregnala poljska vojska. Leta 1920 je Rdeča armada ponovno zasedla Vilensko regijo, po njenem porazu v bitki za Varšavo pa so se Sovjeti zavedali, da Vilne ne bodo mogli obdržati  in so jo predali Litvi. S to potezo so Sovjeti pričakovali zaostritev poljsko-litovskega spora glede Vilenske regije. 
Poljsko-litovska vojna je izbruhnila 26. avgusta 1920, ko se je poljska vojska med poljsko jesensko ofenzivo po bitki za Varšavo spopadla z litovskimi četami, ki so zasedle Suvalško regijo. Posredovalo je Društvo narodov in organiziralo mirovna pogajanja v Suvalkiju. 7. oktobra 1920 je bil sklenjen Suvalški sporazum o prekinitvi ognja, s katerim je Vilna pripadla Litvi. Sporazum naj bi začel veljati  10. oktobra 1920 ob 12. uri. 
Litovske oblast v Vilni se je začela konec avgusta 1920. Kazys Grinius Griniusov vladni kabinet je zavrnil predlog za izvedbo plebiscita za potrditev volje prebivalcev regije, saj je vedel, da bi plebiscit neizogibno legitimiral poljske zahteve do regije. Njegovo mnenje je takoj potrdil litovski parlament. 8. oktobra sta general Lucjan Żeligowski in 1. litovsko-beloruska divizija, ki je štela okoli 14.000 mož, s podporo lokalnih domobrancev sprožila upor Żeligowskega in se spopadla z litovskim 4. pehotnim polkom, ki se je nemudoma umaknil. Po  napredovanju poljske vojske se je litovska vlada 8. oktobra  umaknila  v Kaunas in med umikom popolnoma uničila telefonske linije in železniško progo med mestoma, ki sta ostala prekinjena celo generacijo. Żeligowski je vstopil v Vilno 9. oktobra ob navdušenem vzklikanju pretežno poljskega prebivalstva mesta. Francoska in britanska delegacija sta se odločili, da zadevo prepustita Društvu narodov. 27. oktobra, medtem ko se je kampanja Żeligowskega nadaljevala zunaj Vilne, je Društvo narodov pozvalo k referendumu na spornem območju, ki ga je litovsko predstavništvo ponovno zavrnilo. Poljska je zavrnila vso odgovornost za dogajanja v Litvi in trdila, da je Żeligowski deloval popolnoma na lastno pobudo. Ta različica dogodka je bila avgusta 1923 ovržena, ko je Piłsudski v javnem govoru v gledališču v Vilni izjavil, da je bil napad izveden po njegovem neposrednem ukazu. Żeligowski, po rodu iz Litve, je razglasil novo državo, Republiko Srednja Litva (poljsko Litwa Środkowa). Po mnenju zgodovinarja Jerzyja J. Lerskija je bila Srednja Litva "marionetna država", ki je Litovska republika ni hotela priznati.
Sedež litovske vlade se je preselil v Kaunas, drugo največje mesto Litve. Oboroženi spopadi med Litvo in Srednjo Litvo so se nadaljevali nekaj tednov, vendar nobena stran ni mogla pridobiti pomembne prednosti. Zaradi posredovanja Društva narodov je bilo 21. novembra podpisano premirje, šest dni pozneje pa dokončen mir.

### Ustanovitev Republike Srednja Litva
12. oktobra 1920 je Żeligowski naznanil ustanovitev začasne vlade. Kmalu zatem so bila z njegovim dekretom 7. januarja 1921 ustanovljena sodišča in policija. Državljanske pravice Srednje Litve so bile podeljene vsem ljudem, ki so živeli na tem območju 1. januarja 1919 ali pet let pred 1. avgustom 1914. Simboli države so bili rdeča zastava s poljskim belim orlom in litovskim Vitisom. Grb je bil mešanica poljskih, litovskih in vilenskih simbolov in je bil podoben grbu poljsko-litovske Republike obeh narodov. Obsežna diplomatska pogajanja so se nadaljevala v zakulisju. Litva je predlagala ustanovitev konfederacije pribaltske Zahodne Litve z litovščino kot uradnim jezikom in Srednje Litve s poljščino kot uradnim jezikom. Poljska je k temu dodala pogoj, da mora biti nova država tudi federalna enota Poljske, s čimer bi sledila cilju Józefa Piłsudskega o ustanovitvi Medmorske federacije. Litovci so ta pogoj zavrnili. Z naraščajočimi nacionalističnimi čustvi po vsej Evropi so se številni Litovci bali, da bi bila takšna federacija, podobna poljsko-litovski skupni državi pred stoletji, grožnja litovski kulturi, saj je bilo v času skupne države veliko litovskega plemstva poloniziranega. 
Splošne volitve v osrednji Litvi so bile odrejene 9. januarja, predpisi, ki bi urejali te volitve, pa naj bi bili izdani pred 28. novembrom 1920. Zaradi posredovanja Društva narodov in litovskega bojkota glasovanja so bile volitve preložene.

### Mediacija
Mirovna pogajanja so potekala pod okriljem Društva narodov. Prvotni sporazum sta obe strani podpisali 29. novembra 1920, pogovori pa so se začeli 3. marca 1921. Društvo narodov je upoštevalo poljski predlog za plebiscit o prihodnosti Srednje Litve. Kot kompromis je bil predlagan tako imenovani Hymansov načrt, poimenovan po belgijskemu politiku Paulu Hymansu. Načrt je obsegal 15 točk, med njimi:
- Obe strani druga drugi jamčita neodvisnost.
- Srednja Litva se vključi v litovsko federacijo, ki jo bosta tvorila kanton Samogitija, naseljen z Litovci, in večetnični Vilenski kanton z beloruskim, tatarskim, poljskim, judovskim in litovskim prebivalstvom.
- Kantona bosta imela ločeni vladi, parlamenta, uradne jezike in skupno zvezno prestolnico Vilno.[41]
- Litovska in poljska vlada bosta ustanovili meddržavni komisiji za zunanje zadeve, trgovinske in industrijske zadeve ter lokalno politiko.
- Poljska in Litva bosta podpisali sporazum o obrambnem zavezništvu.
- Poljska bo dobila pravico do uporabo litovskih pristanišč.

Pogajanja so se ustavila, ko je Poljska zahtevala, da se na pogajanja  v Bruselj povabi delegacija Srednje Litve. Pogajanja je Litva bojkotirala zaradi Hymansovega predloga, da Vilno dobi Poljska, kar je bilo za Litvo nesprejemljivo.
Septembra 1921 je bil vladama Litve in Poljske predstavljen nov načrt, ki je bil v bistvu modifikacija Hymansovega načrta, s to razliko, da naj bi bila regija Klajpeda, območje v Vzhodni Prusiji severno od reke Nemen, vključena v Litvo. Spremenjeni načrt sta tako Poljska kot Litva odkrito kritizirali  in nazadnje se je tudi ta krog pogajanj ustavil.

### Resolucija
Po neuspehu pogajanj v Bruslju so se napetosti na tem območju povečale. Najpomembnejše vprašanje je bila ogromna vojska, ki jo je imela Srednja Litva, in je štela 27.000 mož. General Lucjan Żeligowski se je odločil, da oblast prenese na civilne oblasti in potrdil datum volitev za 8. januar 1922. Ker so Poljaki poskušali pridobiti podporo drugih etničnih skupin na tem območju, se je začela pomembna volilna propagandna kampanja. Litovci so poljsko vlado obtoževali politike močne roke, ukinjanja litovskih časopisov in kršitve volilnih pravil, ker od volivcev ni zahtevala veljavnih dokumentov. Litovci, večina Judov in nekaj Belorusov so volitve bojkotirali. Glasovala je edino večina Poljakov.
Volitev Litva ni priznala. Poljske frakcije, ki so pridobile nadzor nad parlamentom (Sejmom) Srednje Litve, so 20. februarja sprejele zahtevo za vključitev Srednje Litve v Poljsko.   Poljski parlament je zahtevo sprejel 22. marca 1922. Celotno ozemlje republike je bilo sčasoma vključeno v novoustanovljeno Vilensko vojvodstvo. Litva poljske oblasti nad tem območjem ni hotela priznati in je tako imenovano Vilensko regijo še naprej obravnavala kot del svojega lastnega ozemlja, Vilno samo pa kot svojo ustavno prestolnico. Kaunas je bil samo začasni sedež litovske vlade. Spor glede Vilenske regije je povzročil velike napetosti v poljsko-litovskih odnosih v obdobju med vojnama. 

## Posledice
Ameriški profesor zgodovine Alfred Erich Senn je trdil: če Poljska ne bi zmagala v poljsko-sovjetski vojni, bi Litvo napadli Sovjeti in nikoli ne bi doživela dveh desetletij neodvisnosti (vendar na okrnjenem ozemlju). Litva je bila kljub sovjetsko-litovskem mirovnem sporazumu iz leta 1920 zelo blizu temu, da bi jo Sovjeti poleti 1920 napadli in jo nasilno vključili v svojo državo. Sovjetske načrte je preprečila poljska zmaga.
Po Paktu Molotov–Ribbentrop in sovjetski invaziji na Poljsko leta 1939 je bila Vilna z okolico do 30 kilometrov dana Litvi v skladu s pogodbo o medsebojni pomoči med Sovjetsko zvezo in Litvo z dne 10. oktobra 1939. Vilna pa je ponovno postala glavno mesto Litve. Leta 1940 je Sovjetska zveza priključila Litvo kot Litovsko SSR. Leta 1941 je Litvo okupirala nacistična Nemčija. Po osvoboditvi leta 1944 je ponovno dobila status Litovske SSSR. Od leta 1946 so njene meje z nekaj majnšimi popravki na meji z Belorusijo takšne, kot so še danes. Neodvisna in mednarodno priznana republika je postala leta 1991. Njeno ozemlje obsega tudi ozemlje Srednje Litve.